# Стара топионица у Мајданпеку
Стара топионица у Мајданпеку са пратећим објектима је подигнута у периоду од 1852-1855. године. Представља непокретно културно добро као споменик културе од великог значаја.

## Настанак рударства
Још у средњем веку познато као рударско насеље Железник, од 16. века – када су Турци обновили рудник – ово насеље носи назив Мајданпек. Изградња Мајданпека као комплексног предузећа започета је 1849. године, у време Кнежевине Србије, првобитно за производњу сировог гвожђа, али већ 1850. године отварају се радови на откопавању бакарних руда. Изградња рударског предузећа са постројењима и пратећим стамбеним насељима трајала је до 1859. године. Шуме као и воде Малог Пека биле су енергетски потенцијал за рад постројења (ћумур произведен од дрвета за пећи, а вода за покретање мехова неопходних за топионице и самокове).

## Изградња и изглед топионице
Тако је на ушћу Мајданпечке реке, у долини Дебелог луга уз Мали Пек изграђена топионица гвожђа, која ће касније служити за топљење самородног бакра. Пројектант Топионице са две полуфуруне био је Г. Сојке, док је зграда топионице и других пратећих објеката (у извештајима се помињу још две доње куће, једна комора, једна шупа за ћумур и кућа од тврдог материјала за чиновнике. Пратећи објекти више не постоје) зидана је под надзором мајора Атанасија Милојевића. Топионица је зидана на квадратној основи од камена споља, док је унутрашња основа од шамотне опеке кружна. Зидови се ка врху сужавају (облик недовршене пирамиде), утегнути су дебелим једноливним бакарним сајлама у три паралелна прстена, а на угаоним профилима ојачани бакром.